# فركتوكينيز
فركتوكينيز إنزيم ناقل مجموعة الفوسفيت للفركتوز (Fructokinase) هو إنزيم يقوم بتحويل الفركتوز إلى فركتوز 1 فوسفيت (بمعنى أنه يضيف مجموعة فوسفيت واحدة إلى ذرة الكربون الأولى للفركتوز)
مجموعة الفوسفيت هذه تؤخذ من ثلاثي فوسفات الأدينوسين (ATP) ليصبح ثنائي فوسفات الأدينوسين (ADP)
معادلة التفاعل : ATP + D-fructose = ADP + D-fructose 1-phosphate
هذه العملية مهمة في التمثيل الغذائي الخاص بالفركتوز والسكروز
حيث من خلاله وبمساعدة إنزيمات أخرى يستطيع الفركتوز بعد تحوله إلى جزيئين جلايسرالدهيد 3 - فوسفات الدخول في عميلة التحلل السكري لإنتاج الطاقة الحيوية المتمثلة في شكل ثلاثي فوسفات الأدينوسين
التفاعل المحفز بإنيزم الفركتوكينيز تفاعل باتجاه واحد.